# Gary Anderson (jugador de dardos)

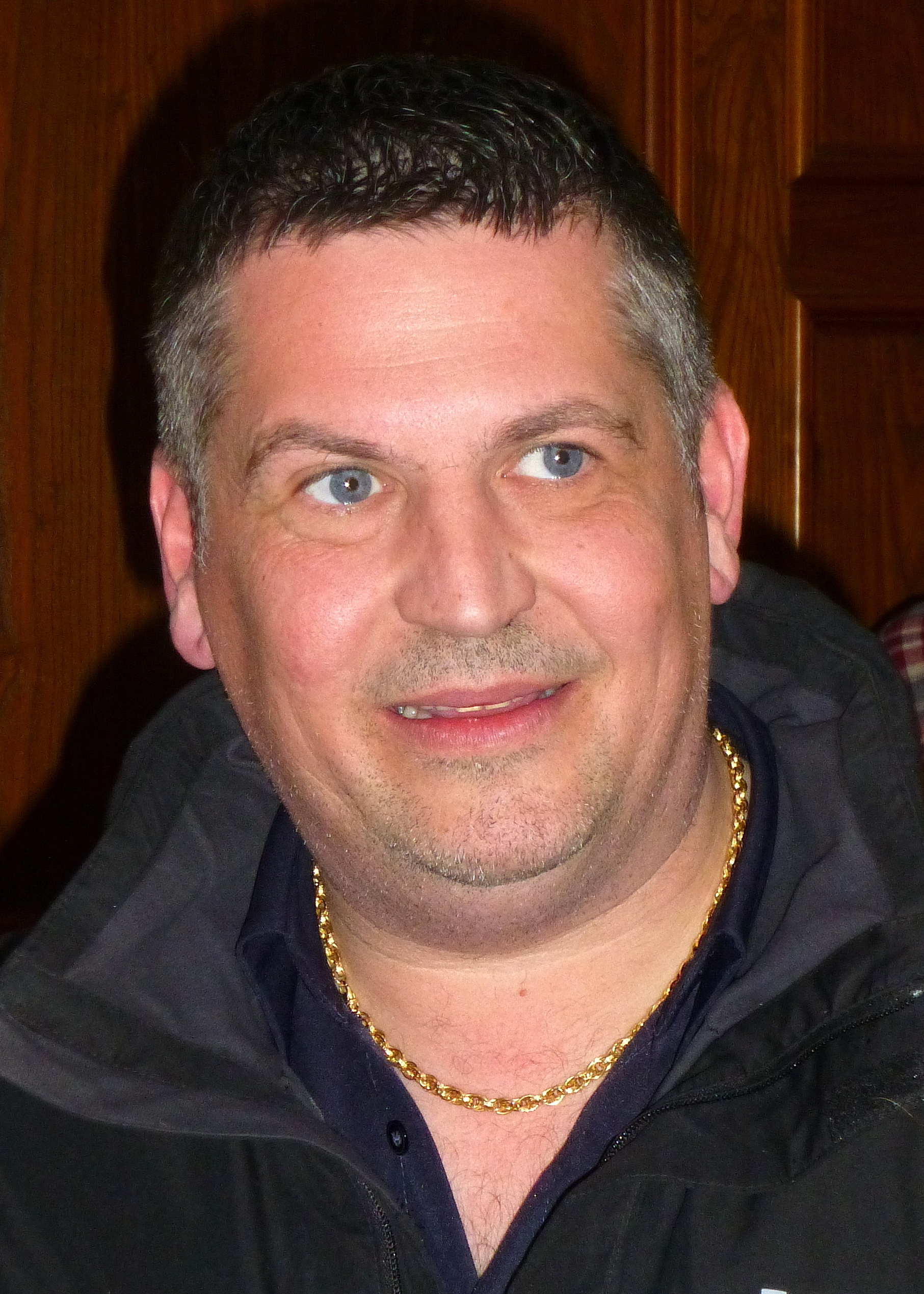
Gary Anderson

Gary Anderson (nacido el 22 de diciembre de 1970) es un jugador de dardos profesional escocés, que actualmente juega en la Corporación Profesional de Dardos (Professional Darts Corporation - PDC). Es un ex número uno del mundo de BDO y WDF, y dos veces Campeón del Mundo de PDC, habiendo ganado el título en 2015 y 2016. Su apodo es The Flying Scotsman. Anderson es conocido por su gran anotación en el juego y por tener uno de los lanzamientos más suaves.